# Pseudaconitine
Pseudaconitine is een giftige stof, afkomstig uit de wortels van de monnikskap Aconitum ferox.
Pseudaconitine werd in 1878 ontdekt door Wright en Luff. Zij isoleerden een zeer toxische alkaloïde uit de wortels van de plant Aconitum ferox en noemden dit pseudaconitine. De plant is al lang bekend bij botanici en reizigers in India onder de naam Bikh. Tot het geslacht Aconicum behoren nog meer planten die soortgelijke toxische stoffen produceren, waaronder aconitine.

## Structuur en reactiviteit
Pseudaconitine is een diterpeen alkaloïde, met de structuurformule C36H51NO12. Het kristal smelt bij 202°C en is matig oplosbaar in water, maar beter in alcohol. Hieruit blijkt dat het een lipofiele stof is.
Bij verhitting in droge toestand ondergaat pseudaconitine pyrolyse en wordt pyropseudaconitine gevormd. Deze geeft niet hetzelfde tintelende effect als pseudaconitine.

## Herkomst
Het gif pseudaconitine wordt geproduceerd door de plant Aconitum ferox die behoort tot de familie van de Ranunculaceae. De plant komt voor in Oost-Azië, inclusief de Himalaya. Het gif zit in de wortels van de plant.

## Toxiciteit en werkingsmechanisme
Pseudaconitine blijkt een matige inhibitor te zijn van het enzym acetylcholinesterase. Dit enzym breekt de neurotransmitter acetylcholine af door het te hydrolyseren. Door remming van dit enzym ontstaat er een constante stimulatie van het postsynaptisch membraan doordat de neurotransmitter niet wordt afgebroken en dus aanwezig blijft. Deze ophoping van acetylcholine kan zo leiden tot de constante stimulatie van spieren, klieren en het centrale zenuwstelsel. Verder blijkt de stof in kleine hoeveelheden ook een tintelend effect te hebben op de tong, lippen en huid.